# Roberto Bocchi
Roberto Bocchi (La Spezia, 23 giugno 1953) è un attore italiano.

## Biografia
Cresciuto a Lerici, si laurea in Scienze dell'Informazione all'Università di Pisa e per molti anni lavora come informatico, iniziando, nel frattempo, dopo essersi trasferito a Milano, a lavorare in pubblicità come protagonista di spot televisivi e campagne stampa.
Nel 2001 inizia a studiare recitazione al Centro teatro attivo di Milano e successivamente segue parecchi seminari teatrali.
Dopo aver partecipato a molti cortometraggi, nel 2006 gira, in qualità di protagonista, il film VelvetMorgue, per la regia di Dario Russo, distribuito in DVD negli Stati Uniti; l'anno successivo, invece, interpreta il chirurgo plastico di Anna Galiena nel film Sleeping Around, con la regia di Marco Carniti e nel 2014 impersona un onorevole nell'opera prima Poli opposti di Max Croci. Nel 2019 ha preso parte a Il giorno più bello del mondo di Alessandro Siani.
Per la televisione interpreta la soap opera Cuori rubati (Rai 2, 2002), la mini-serie Sospetti 3 (Rai 1, 2005), la fiction Senza via d'uscita - Un amore spezzato (Canale 5, 2007), la serie Don Matteo (Rai 1, 2008), il film-TV Un amore di strega (Canale 5, 2009). Recita la parte dell'imprenditore Raul Gardini nella serie televisiva 1993 (2017).
A teatro interpreta, nel ruolo di Tinker, Purificati di Sarah Kane e uno spettacolo di atti unici di Eugène Ionesco, recitato in lingua francese.
È socio del Mensa, un'associazione internazionale senza scopo di lucro.

## Filmografia

### Cinema

#### Cortometraggi
- Bianco e nero di Massimiliano Vergani (2004)
- Novella traumatica di Massimiliano Vergani (2006)
- Al buio di Giacomo Arrigoni (2011)
- Assembramento condominiale di Matteo Piccinini (2020)

#### Film
- VelvetMorgue, regia di Dario Russo (2006)
- Sleeping Around, regia di Marco Carniti (2008)
- Poli opposti, regia di Max Croci (2015)
- Imagine you and me, regia di Michael Tuviera (2016)
- Il giorno più bello del mondo, regia di Alessandro Siani (2019)
- Psychedelic, regia di Davide Cosco (2021)

### Televisione
- Cuori rubati, regia di Luigi Perelli (2002)
- Senza via d'uscita - Un amore spezzato - miniserie Tv, regia di Giorgio Serafini (2007)
- Don Matteo - serie Tv - Episodio Il tesoro di Orfeo, regia di Giulio Base (2008)
- Un amore di strega - film Tv, regia di Angelo Longoni (2009)
- 1993 (2017) - serie Sky - regia Giuseppe Gagliardi, episodio  1x04 (2017)
- Il paradiso delle signore 3 - Rai 1, regia Riccardo Mosca, episodio 1x03 (2018)